# Acadêmicos do Jardim Miriambi
Acadêmicos do Jardim Miriambi é uma escola de samba de São Gonçalo.
Em 2010, foi a quarta colocada do grupo de acesso do Carnaval de São Gonçalo. No ano seguinte, foi a campeã com 98,5 pontos, ao homenagear o falecido ex-vereador Carlinhos da Marmoraria, que tinha o Jardim Miriambi como reduto eleitoral e foi assassinado em 2003.

## Presidentes
| Período        | Presidente               | Ref.  |
| -------------- | ------------------------ | ----- |
| ? - ?          | (anterior)               |       |
| ? - atualidade | Edeir Almeida de Menezes | [ 1 ] |

## Diretores
| Ano  | Diretor de Carnaval | Diretor geral de harmonia | Mestre de bateria | Ref. |
| ---- | ------------------- | ------------------------- | ----------------- | ---- |
| 2015 |                     |                           |                   |      |
| 2016 |                     |                           |                   |      |

## Coreógrafo
| Ano  | Nome        | Ref. |
| ---- | ----------- | ---- |
| 2015 | Karen Ramos |      |
| 2016 |             |      |

## Casal de Mestre-sala e Porta-bandeira
| Ano  | Nome                    | Ref.  |
| ---- | ----------------------- | ----- |
| 2012 | Rodrigo e Taís          | [ 1 ] |
| 2015 | Zé Roberto e Thaís Romi |       |

## Corte de bateria
| Período | Rainha   | Madrinha       | Ref.  |
| 2012    | Andressa |                | [ 1 ] |
| 2015    |          | Bruna Carvalho |       |

## Carnavais
| Ano  | Colocação   | Grupo    | Enredo                                                                                   | Carnavalesco         | Intérprete                | Ref         |
| ---- | ----------- | -------- | ---------------------------------------------------------------------------------------- | -------------------- | ------------------------- | ----------- |
| 2010 | 4º lugar    | Acesso   |                                                                                          |                      |                           | [ 3 ] [ 4 ] |
| 2011 | Campeã      | Acesso   | Carlinhos da Marmoraria, a grande estrela que iluminou o cenário político de São Gonçalo | Comissão de Carnaval |                           | [ 2 ]       |
| 2012 | 4º lugar    | Especial | Nas asas da imaginação viaja o menino de rua em seu sonho Compositor:Kito.               | Marcos de Castro     | Marcos Rodrigues e Caldas | [ 1 ]       |
| 2013 | Vice-Campeã | Especial | Na caixa dos 40 a cabeça esquenta, e no samba arrebenta!                                 | Yan Sollis           |                           | [ 5 ]       |
| 2014 | 3° Lugar    | Especial | Na magia do carnaval, Miriambi canta e dança com a Viradouro!                            | Paulo Chafim         |                           |             |
| 2015 | Campeã      | Especial | Sou criança e sei brincar... nas asas da imaginação vou voar!                            | Wallace Amado        | Anderson Moreno           |             |
| 2016 |             | Especial |                                                                                          |                      |                           |             |